# Batalla del río Bug Occidental

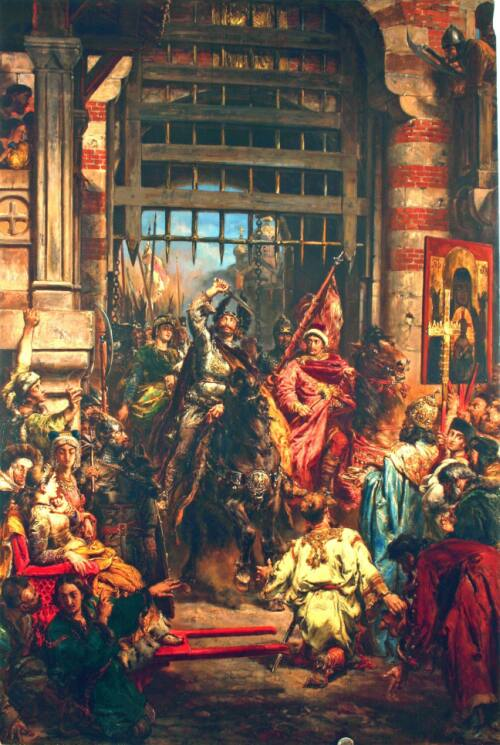
Boleslao el Valiente (izquierda) con Szczerbiec (espada) y Swiatopelk (derecha) en el Golden Gate de Kiev. A la izquierda, Przedsława Włodzimierzówna. Pintura considerada perdida durante la Segunda Guerra Mundial hasta que se reveló en 2004.

La batalla del río Bug Occidental, también conocida como la batalla de Volinia, fue una batalla que ocurrió el 22 y 23 de julio de 1018 en la Rutenia Roja, cerca del río Bug Occidental y Volinia, entre las fuerzas de Boleslao I el Bravo de Polonia y Yaroslav I el Sabio de la Rus de Kiev, durante la expedición de Boleslao en Kiev y como parte de la guerra de sucesión luego de la muerte de Vladímir I el Grande en 1015. Boleslao apoyó a su yerno Sviatopolk (conocido como Sviatopolk el Maldito por el asesinato de sus hermanastros Borís y Gleb), quien finalmente fue derrotado por Yaroslav.
Ambos ejércitos se encontraban en orillas opuestas del río Bug Occidental. Las tropas de Yaroslav tomaron posición con los arqueros cubriendo los puntos de cruzada; Boleslao se tomó su tiempo, permitiendo a su armada descansar, y empezó a trabajar en varios puentes provisionales. La batalla principal ocurrió el 23 de julio. De acuerdo al cronista polaco Gall Anonim, la batalla ocurrió por accidente: Boleslao decidió organizar un festín para levantar la moral de su ejército; los arqueros y exploradores de Yaroslav decidieron provocar disturbios entre los sirvientes polacos que destripaban y preparaban a los animales cerca del río - pero solo lograron enojarlos tanto que los sirvientes mismos cruzaron el relativamente poco profundo río y persiguieron a las sorprendidas tropas de Yaroslav. Boleslao se enteró de esto antes que Yaroslav, y se las ingenió para mover a la mayor parte de su ejército a través del río y atacar por sorpresa al príncipe kievita, quien no logró reunir a sus tropas a tiempo; el ejército kievita pronto rompió filas y huyó. Sin embargo, un cronista ruso, Powiesc Doroczna, escribe una versión ligeramente distinta del curso de los eventos, donde los dos ejércitos se enfrentaban cara a cara en distintas orillas del río, y Boleslao, enfurecido por los insultos de la armada de la Rus, cargó contra su enemigo con la cabeza de su armada, sorprendiendo a Yaroslav y destrozando la armada kievita. La mayoría de los historiadores modernos apoyan la versión de Gall Anonim, y están de acuerdo en que luego de una batalla corta venció el rey polaco, ganando una victoria mayor. Yaroslav se retiró a Nóvgorod, y no a Kiev - sospechando que no le quedaba suficiente fuerza para defender Kiev, sitiada por los pechenegos y con una facción pro-Sviatopolk en la ciudad.
Aunque Yaroslav perdió la batalla fue capaz de juntar tropas entre los nóvgodoriense y eventualmente derrotó a su hermanastro Sviatopolk y consolidó su posición en Kiev, donde reinó la edad dorada de la Rus de Kiev hasta su muerte en 1054. Así, a pesar de esta derrota a manos del rey polaco, Yaroslav se convirtió en el más grande de los gobernantes de Kiev.